# Peribranchialraum
Der Peribranchialraum ist ein Hohlraum im Vorderkörper ursprünglicher Chordatiere (Manteltiere, Schädellose und die Larven der Neunaugen), der den Kiemendarm umgibt. Über den Peribranchialraum werden die mit dem Mund aufgenommenen und vom Kiemendarm filtrierten, nicht verdaulichen Bestandteile des Nahrungsstroms und die Geschlechtszellen durch die Egestionsöffnung ausgeschieden. Der Peribranchialraum entsteht aus zwei ektodermalen Einstülpungen, die bei den Manteltieren nur an der Egestionsöffnung und der Kloake miteinander verwachsen. Bei den Schädellosen dagegen sind sie ventral (bauchseitig) miteinander verwachsen und nur am Peribranchialporus offen.

## Quelle
- Peribranchialraum. In: Lexikon der Biologie. Sechster Band, Verlag Herder, Freiburg im Breisgau 1986, ISBN 3-451-19646-8, S. 328.